# Vanessa Lengies
Vanessa Brittany Lengies, (Hudson, Quebec, Montreal, 21 de julio de 1985) más conocida como Vanessa Lengies, es una actriz canadiense. Es conocida por su papel como Roxanne Bojarski en American Dreams y también por su personaje Sugar Motta en la serie de comedia musical Glee.

## Vida y carrera
De padre alemán y madre egipcia, Lengies tuvo sus comienzos en la televisión canadiense en programas como Sponk!, Are You Afraid of the Dark?, Radio Active, y Popular Mechanics for Kids. Hizo la voz de Emily en la serie animada de la cadena PBS Arthur. En 2000, tuvo el papel principal en la película de televisión Ratz.
En agosto de 2005, fue la estrella de la comedia The Perfect Man junto a Hilary Duff y Heather Locklear. También interpretó un papel recurrente como Natasha en la película estadounidense de 2005 Waiting.... En 2006, interpretó a una gimnasta junto a Jeff Bridges y Missy Peregrym en la película Stick It.
Para la película The Grudge 2, el papel de Vanessa fue originalmente escrito para ella, quien eventualmente lo rechazó para filmar My Suicide. También apareció en el show de la cadena CBS The Ghost Whisperer en un episodio titulado "The Vanishing". Hizo otra aparición en otro show de la CBS, en este caso, Moonlight.
Lengies interpretó a Sophia en la serie dramática Monarch Cove. También protagoniza la comedia de internet de la cadena ABC Squeegees.

### Glee
En agosto de 2011, se reveló que Lengies interpretará el papel de Sugar Motta en la Tercera Temporada de la exitosa serie de la cadena FOX, Glee.
Sugar apareció por primera vez en el estreno de la temporada el 20 de septiembre del 2011. Sugar se inscribe como estudiante del William McKinley High School al comienzo del año escolar de 2011. Ella proviene de una familia muy adinerada ya que su padre, Al Motta, fue quien donó los pianos púrpuras en el primer capítulo de la tercera temporada. Sugar es inspirada por la presentación de New Directions de la canción "We Got The Beat", y decide audicionar para ingresar al Glee Club. Sugar entra en la sala de música y les dice que su presentación apestó, pero que no se preocupen, porque con ella podrán llegar a lo alto. Ella realiza su audición frente a todos los miembros del coro y Will, cantando "Big Spender", pero su afinación no es muy buena. Rachel le dice al Sr. Schuester que dejar que Sugar entre al Club Glee arruinaría sus chances de ganar las Nacionales incluso más. Hacia el final del episodio, Will finalmente le dice a Sugar que no puede dejarla entrar en el Club Glee. A pesar de no tener una buena voz, Sugar ha mostrado una gran mejoría en lo vocal desde sus primeras apariciones, obteniendo cada vez pequeños solos en diferentes canciones, como "Summer nights" en el capítulo "Yes/No".
Lengies sí sabe cantar, pero Sugar no, y en una ocasión dijo que es muy difícil cantar tan mal, sobre todo con el piano acompañándola.
A pesar de haber sido personaje recurrente en la tercera temporada, en la cuarta temporada es ascendida a personaje principal, ya que varios de sus miembros se graduaron del instituto.

## Filmografía
| Filmografía | Filmografía                       | Filmografía       |
| Año         | Película                          | Papel             |
| ----------- | --------------------------------- | ----------------- |
| 2005        | Waiting...                        | Natasha           |
| 2005        | The Perfect Man                   | Amy Pearl         |
| 2006        | The Substance of Things Hoped For | Daphne            |
| 2006        | Stick It                          | Joanne Charis     |
| 2008        | Extreme Movie                     | Carla             |
| 2008        | Foreign Exchange                  | Robyn             |
| 2009        | My Suicide                        | Mallory           |
| 2009        | Still Waiting...                  | Natasha           |
| 2015        | We Are Your Friends               | Mel               |
|             |                                   |                   |
| 2016        | Happy Birthday                    | Katie Elizondo    |
| 2018        | Immortal                          | Alex              |
| 2018        | I'd Like to Be Alone Now          | Lisa              |
| 2018        | Married Young                     | Talya             |
| 2019        | Star Wars: The Rise of Skywalker  | Voces Adicionales |

| Televisión   | Televisión                               | Televisión          | Televisión                                                                                |
| Año          | Título                                   | Papel               | Notas                                                                                     |
| ------------ | ---------------------------------------- | ------------------- | ----------------------------------------------------------------------------------------- |
| 1996–2022    | Arthur                                   | Emily               | Rol recurrente                                                                            |
| 1997         | Lassie                                   | Charity             | Episodio: "The Manhunt"                                                                   |
| 1998         | Caillou                                  | Boy/Girl            | 3 episodios                                                                               |
| 1998         | Radio Active                             | Sarah Leigh         |                                                                                           |
| 1999–2000    | Are You Afraid of the Dark?              | Vange               | Rol principal                                                                             |
| 2000         | Ratz                                     | Marci Kornbalm      | Película de TV                                                                            |
| 2000         | For Better or for Worse                  | Elizabeth Patterson |                                                                                           |
| 2002–2005    | American Dreams                          | Roxanne Bojarski    | Rol principal                                                                             |
| 2005         | 8 Simple Rules                           | Mónica              | Episodio: "The After Party"                                                               |
| 2006         | Ghost Whisperer                          | Caitlin Emerson     | Episodio: "The Vanishing"                                                                 |
| 2006         | Split Decision                           | Ashley              | Película de TV                                                                            |
| 2006         | Monarch Cove                             | Sophia Preston      | Rol principal                                                                             |
| 2007         | Moonlight                                | Leni Hayes          | Episodio: "Fever"                                                                         |
| 2008         | The Cleaner                              | Lolly               | Episodio: "Rag Dolls"                                                                     |
| 2008         | This Might Hurt                          | Lily Birdsall       | Película de TV                                                                            |
| 2009         | Medium                                   | Zoey                | Episodio: "Apocalypse... Now?"                                                            |
| 2009–present | HawthoRNe                                | Nurse Kelly Epson   | Recurrente en la Temporada 1; Principal desde la Temporada 2 hasta hoy                    |
| 2010         | Accidentally on Purpose                  | Tracy               | Episodio: "Back to School"                                                                |
| 2010         | CSI: Miami                               | Shea Williamson     | Episode: "Reality Kills"                                                                  |
| 2010         | Rules of Engagement                      | Julia               | Episodio: "Refusing to Budget"                                                            |
| 2011         | Castle                                   | Eliza Winter        |                                                                                           |
| 2011 - 2015  | Glee                                     | Sugar Motta         | Personaje recurrente en la Tercera temporada - Personaje principal en la Cuarta temporada |
| 2014         | Mixology                                 | Kacey               | Personaje principal                                                                       |
| 2015         | Resident Advisors                        | Marissa             | Personaje recurrente (4 episodios)                                                        |
| 2016         | Second Chance                            | Alexa               | Personaje principal                                                                       |
| 2016         | The Detour                               | Elf                 | Episodio: "The Drop"                                                                      |
| 2016–17      | Lego Star Wars: The Freemaker Adventures | Kordi Freemaker     | Elenco principal                                                                          |
| 2017         | The 'S' Word with Vanessa Lengies        | Herself / Host      | Miniserie; también productor                                                              |
| 2018         | I.R.L.                                   | Catherine VanRicher | Episodio: "The Boredroom - "The Future Is""                                               |
| 2018         | Lego Star Wars: All-Stars                | Kordi Freemaker     | Episodio: "From Trenches to Wrenches: The Roger Story"                                    |
| 2019         | A Date By Christmas Eve                  | Chelsea Simms       | Película de televisión (Lifetime)                                                         |
| 2020         | Heart of the Holidays                    | Sam                 | Película de televisión (Hallmark)                                                         |
| 2021         | Turner & Hooch                           | Erica               | Elenco principal                                                                          |
| 2022         | Christmas in Toyland                     | Charlie Sawyer      | Película de televisión (Hallmark)                                                         |
| 2023         | True Lies                                | Quinn               | Personaje recurrente                                                                      |
| 2023         | The Christmas Reboot                     |                     | Película de televisión (Hallmark)                                                         |